# Andrej Pavlovič Šuvalov
Conte Andrej Pavlovič Šuvalov, in russo Андрей Павлович Шувалов? (12 marzo 1817 – 14 aprile 1876), è stato un ufficiale russo.

## Biografia
Era il primogenito di Pavel Andreevič Šuvalov (1777-1823), e di sua moglie, la principessa Varvara Petrovna Šachovskaja (1796-1870), pronipote del senatore Pëtr Ivanovič Šuvalov.
All'età di cinque anni perse il padre e, insieme al fratello, un caro amico del padre, Michail Michajlovič Speranskij, venne nominato il loro tutore legale. È stato educato a casa, l'infanzia e l'adolescenza la trascorse in gran parte all'estero.

## Carriera
Contrario al terzo matrimonio della madre, nel 1835 si arruolò nell'esercito e andò al Caucaso, nel reggimento dei granatieri georgiano, ma ben presto venne trasferito nel reggimento dei dragoni. Tuttavia, vi è un presupposto che Šuvalov fosse andato nel Caucaso, non volontariamente, ma fu esiliato da Nicola I per qualche reato. Nel Caucaso servì nello stesso reggimento con Michail Jur'evič Lermontov.
Nel 1840 fu nominato aiutante di campo del principe Ivan Fëdorovič Paskevič e, nello stesso anno, venne promosso al grado di tenente. Nel 1842 si ritirò e se ne andò all'estero. Sei anni dopo, di nuovo arruolato come aiutante al comandante dell'esercito e l'anno successivo venne promosso al grado di aiutante di campo.
Nel 1865 si ritirò nuovamente. Nel 1867 l'imperatore lo esiliò a Parigi, dove rimase per i successivi tre anni.

## Matrimonio
Sposò, il 23 aprile 1844, la principessa Sof'ja Michajlovna Voroncova (1825-1879), figlia del principe Michail Semënovič Voroncov e Elizaveta Ksaver'evna Branickaja. Ebbero sette figli:
- Elizaveta Andreevna (1845-1924), sposò il conte Illarion Ivanovič Voroncov-Daškov;
- Pavel Andreevič (1846-1885), sposò Elizaveta Karlovna Pilar von Pilhau;
- Ekaterina Andreevna (1848-1931), sposò Nikolaj Petrovič Balašov;
- Michail Andreevič (1850-1903)
- Marija Andreevna (1856-1900), sposò Nikolaj Ivanovič Bulyčev;
- Andrej Andreevič (1857-1857);
- Pëtr Andreevič (1857-1860).

## Morte
Morì il 14 aprile 1876.